# Microsoft Launcher
Microsoft Launcher (trước đây gọi là Arrow Launcher) là một trình khởi chạy ứng dụng (application launcher) cho hệ điều hành di động Android, được Microsoft phát triển như một sự đơn giản hóa nhẹ, nhanh và hiệu quả cho trải nghiệm của người dùng Android. Ban đầu Microsoft Launcher được thử nghiệm vào tháng 10 năm 2015 và được phát hành chính thức tại CH Play vào ngày 5 tháng 10 năm 2017, mục đích của trình khởi chạy này là cung cấp một cơ sở lấy người dùng làm trung tâm cho các ứng dụng Windows và Office thông qua tài khoản Microsoft.
Ứng dụng này cung cấp nguồn cấp dữ liệu tùy chỉnh hiển thị thông tin có liên quan và được cá nhân hóa cho người dùng, bao gồm nguồn cấp tin tức từ các trang báo (tùy quốc gia), danh sách việc cần làm, sự kiện lịch, hoạt động gần đây và hơn thế nữa. Vuốt lên từ phía dưới màn hình sẽ hiển thị các phím tắt ứng dụng (dock) và khay ứng dụng bao gồm một thanh tìm kiếm và các ứng dụng được cài đặt gần đây ở trên cùng. Các yếu tố thiết kế có tính cá nhân hóa cao với nhiều tùy chọn, chẳng hạn như có hình nền hàng ngày Bing làm hình nền trên màn hình khóa và có thể trên màn hình chính.
Trình khởi chạy tích hợp với các ứng dụng Android khác của Microsoft bằng cách kích hoạt các tính năng như Continue on PC ("Tiếp tục trên PC"), cho phép người dùng hoạt động song song giữa điện thoại của họ và PC chạy hệ điều hành Windows. Ví dụ, họ có thể mở một trang web tại Edge và sau đó một trang tương tự xuất hiện trên PC của họ, không giống như tính năng Handoff của Apple.
Vào tháng 12 năm 2017, Microsoft Launcher đã đạt được 10 triệu lượt tải xuống từ Google Play.

## Liên kết
- Website chính thức
- Microsoft Launcher tại Google Play